# Список населённых пунктов Наро-Фоминского городского округа
В списке представлены населённые пункты города областного подчинения Наро-Фоминска с административной территорией  (бывшего Наро-Фоминского района) и Наро-Фоминского городского округа (бывшего Наро-Фоминского муниципального района) Московской области и их принадлежность к бывшим муниципальным образованиям (5 городским и 4 сельским поселениям), упразднённым Законом Московской области № 77/2017-ОЗ от 9 июня 2017 года «Об организации местного самоуправления на территории Наро-Фоминского муниципального района». 
Перечень населённых пунктов, их наименование и вид даны в соответствии с учётными данными административно-территориальных и территориальных единиц Московской области  и с Законом Московской области № 77/2017-ОЗ от 9 июня 2017 года «Об организации местного самоуправления на территории Наро-Фоминского муниципального района».
После преобразования муниципального района в городской округ с целью исключения наличия у двух одноимённых населённых пунктов одинаковых категорий постановлением Губернатора Московской области № 323-ПГ от 6 августа 2018 года:
- деревня Крюково бывшего сельского поселения Ташировское преобразована в село;
- деревня Субботино бывшего сельского поселения Веселёвское преобразована в село.

Этим же постановлением деревня Васильчиново преобразована в посёлок.
В 2025 году рабочие посёлки Калининец и Селятино преобразованы в посёлки городского типа.
В Наро-Фоминском городском округе 206 населённых пунктов, в том числе 5 городских (из них 3 города, 2 посёлка городского типа) и 201 сельский (из которых 13 посёлков, 5 сёл, 182 деревни и 1 хутор):
| №   | Населённый пункт            | Тип                     | Население | бывшее муниципальное образование |
| --- | --------------------------- | ----------------------- | --------- | -------------------------------- |
| 1   | Акишево                     | деревня                 | ↗47       | сельское поселение Волчёнковское |
| 2   | Алабино                     | деревня                 | ↗651      | городское поселение Селятино     |
| 3   | Александровка               | посёлок                 | ↗304      | городское поселение Наро-Фоминск |
| 4   | Алексеевка                  | деревня                 | ↗68       | городское поселение Наро-Фоминск |
| 5   | Алексино                    | деревня                 | ↘27       | городское поселение Верея        |
| 6   | Алферьево                   | деревня                 | ↗15       | сельское поселение Волчёнковское |
| 7   | Апрелевка                   | город                   | ↗38 483   | городское поселение Апрелевка    |
| 8   | Архангельское               | деревня                 | ↗8        | сельское поселение Веселёвское   |
| 9   | Атепцево                    | село                    | ↗3628     | сельское поселение Атепцевское   |
| 10  | Афанасовка                  | деревня                 | ↗119      | городское поселение Наро-Фоминск |
| 11  | Афанасьево                  | деревня                 | ↗65       | сельское поселение Волчёнковское |
| 12  | Афинеево                    | деревня                 | ↗129      | городское поселение Апрелевка    |
| 13  | Ахматово                    | деревня                 | ↗16       | сельское поселение Волчёнковское |
| 14  | Бавыкино                    | деревня                 | ↗32       | сельское поселение Ташировское   |
| 15  | Базисный Питомник           | посёлок                 | ↘106      | городское поселение Наро-Фоминск |
| 16  | Башкино                     | деревня                 | ↘59       | сельское поселение Атепцевское   |
| 17  | Башкино                     | посёлок станции         | ↘14       | сельское поселение Атепцевское   |
| 18  | Бекасово                    | деревня                 | ↗479      | городское поселение Наро-Фоминск |
| 19  | Бельково                    | деревня                 | ↗3        | сельское поселение Ташировское   |
| 20  | Берюлёво                    | деревня                 | ↗57       | сельское поселение Ташировское   |
| 21  | Благовещенье                | деревня                 | ↗71       | сельское поселение Веселёвское   |
| 22  | Блознево                    | деревня                 | ↘1        | сельское поселение Волчёнковское |
| 23  | Большие Горки               | деревня                 | ↗111      | сельское поселение Ташировское   |
| 24  | Большие Семенычи            | деревня                 | ↗35       | сельское поселение Ташировское   |
| 25  | Бурцево                     | деревня                 | ↗98       | городское поселение Калининец    |
| 26  | Варварино                   | деревня                 | ↘2        | сельское поселение Волчёнковское |
| 27  | Василисино                  | деревня                 | ↘9        | сельское поселение Волчёнковское |
| 28  | Васильево                   | деревня                 | ↗13       | сельское поселение Волчёнковское |
| 29  | Васильчиново                | посёлок                 | ↗2011     | сельское поселение Ташировское   |
| 30  | Васькино                    | деревня                 | ↗97       | сельское поселение Веселёвское   |
| 31  | Верея                       | город                   | ↘4910     | городское поселение Верея        |
| 32  | Верховье                    | деревня                 | ↗20       | сельское поселение Волчёнковское |
| 33  | Веселёво                    | деревня                 | ↘1166     | сельское поселение Веселёвское   |
| 34  | Волково                     | деревня                 | ↘7        | городское поселение Верея        |
| 35  | Волчёнки                    | деревня                 | ↗1135     | сельское поселение Волчёнковское |
| 36  | Воскресенки                 | деревня                 | ↗15       | сельское поселение Волчёнковское |
| 37  | Вышегород                   | деревня                 | ↗123      | сельское поселение Веселёвское   |
| 38  | Глаголево                   | деревня                 | ↗835      | городское поселение Селятино     |
| 39  | Глинки                      | деревня                 | ↘4        | сельское поселение Волчёнковское |
| 40  | Годуново                    | деревня                 | ↗14       | городское поселение Верея        |
| 41  | Головеньки                  | деревня                 | ↗27       | сельское поселение Ташировское   |
| 42  | Головково                   | деревня                 | ↗1644     | сельское поселение Ташировское   |
| 43  | Горчухино                   | деревня                 | ↗16       | сельское поселение Атепцевское   |
| 44  | Григорово                   | деревня                 | ↗30       | сельское поселение Ташировское   |
| 45  | Гуляй-Гора                  | деревня                 | →0        | сельское поселение Волчёнковское |
| 46  | Деденево                    | деревня                 | ↘68       | сельское поселение Атепцевское   |
| 47  | Детенково                   | деревня                 | ↗11       | сельское поселение Ташировское   |
| 48  | Дома отдыха «Бекасово»      | посёлок                 | ↗710      | городское поселение Наро-Фоминск |
| 49  | Дома отдыха «Верея»         | посёлок                 | ↘1        | городское поселение Верея        |
| 50  | Дома отдыха «Отличник»      | посёлок                 | ↘149      | городское поселение Селятино     |
| 51  | Дубки                       | посёлок                 | ↘33       | сельское поселение Веселёвское   |
| 52  | Дубровка                    | деревня                 | →0        | сельское поселение Веселёвское   |
| 53  | Дуброво                     | деревня                 | ↗11       | сельское поселение Веселёвское   |
| 54  | Дудкино                     | деревня                 | ↘1        | сельское поселение Веселёвское   |
| 55  | Дятлово                     | деревня                 | ↘0        | сельское поселение Атепцевское   |
| 56  | Елагино                     | деревня                 | ↘10       | сельское поселение Атепцевское   |
| 57  | Ерюхино                     | деревня                 | ↘0        | сельское поселение Атепцевское   |
| 58  | Ефаново                     | деревня                 | ↗23       | сельское поселение Волчёнковское |
| 59  | Жёдочи                      | деревня                 | ↗67       | городское поселение Селятино     |
| 60  | Женаткино                   | деревня                 | →2        | сельское поселение Волчёнковское |
| 61  | Жихарево                    | деревня                 | ↗21       | сельское поселение Ташировское   |
| 62  | Загряжское                  | деревня                 | ↗24       | городское поселение Верея        |
| 63  | Залучное                    | деревня                 | ↘2        | сельское поселение Веселёвское   |
| 64  | Зинаевка                    | деревня                 | ↘1        | сельское поселение Атепцевское   |
| 65  | Золотьково                  | деревня                 | ↗12       | городское поселение Верея        |
| 66  | Зубово                      | деревня                 | ↗9        | сельское поселение Веселёвское   |
| 67  | Ивановка                    | деревня                 | ↗175      | городское поселение Наро-Фоминск |
| 68  | Ивково                      | деревня                 | ↘8        | сельское поселение Волчёнковское |
| 69  | Ильинское                   | деревня                 | ↗15       | сельское поселение Веселёвское   |
| 70  | Иневка                      | деревня                 | ↗6        | сельское поселение Ташировское   |
| 71  | Калининец                   | посёлок городского типа | ↗25 436   | городское поселение Калининец    |
| 72  | Каменка                     | деревня                 | ↗10       | городское поселение Верея        |
| 73  | Каменское                   | село                    | ↘1253     | сельское поселение Атепцевское   |
| 74  | Каурцево                    | деревня                 | →4        | сельское поселение Атепцевское   |
| 75  | Клин                        | деревня                 | ↗6        | сельское поселение Волчёнковское |
| 76  | Клово                       | деревня                 | ↗49       | сельское поселение Атепцевское   |
| 77  | Князевое                    | деревня                 | ↗17       | сельское поселение Волчёнковское |
| 78  | Кобяково                    | деревня                 | ↘2        | сельское поселение Веселёвское   |
| 79  | Ковригино                   | деревня                 | ↘18       | сельское поселение Волчёнковское |
| 80  | Колодези                    | деревня                 | ↘2        | сельское поселение Волчёнковское |
| 81  | Коровино                    | деревня                 | ↗21       | сельское поселение Волчёнковское |
| 82  | Котово                      | деревня                 | ↗42       | сельское поселение Атепцевское   |
| 83  | Красноармейское Лесничество | посёлок                 | ↗5        | сельское поселение Ташировское   |
| 84  | Крестьянка                  | деревня                 | ↗12       | сельское поселение Волчёнковское |
| 85  | Кромино                     | деревня                 | ↗96       | городское поселение Апрелевка    |
| 86  | Крюково                     | деревня                 | ↗78       | сельское поселение Веселёвское   |
| 87  | Крюково                     | село                    | ↗100      | сельское поселение Ташировское   |
| 88  | Кузьминское                 | деревня                 | →13       | сельское поселение Волчёнковское |
| 89  | Купелицы                    | деревня                 | ↗34       | сельское поселение Волчёнковское |
| 90  | Курапово                    | деревня                 | ↘0        | сельское поселение Атепцевское   |
| 91  | Лапино                      | деревня                 | ↗21       | сельское поселение Волчёнковское |
| 92  | Латышская                   | деревня                 | ↘26       | сельское поселение Атепцевское   |
| 93  | Леспромхоза                 | посёлок                 | ↘40       | сельское поселение Атепцевское   |
| 94  | Лисинцево                   | деревня                 | ↗9        | городское поселение Селятино     |
| 95  | Литвиново                   | деревня                 | ↘289      | сельское поселение Ташировское   |
| 96  | Лобаново                    | деревня                 | ↗11       | сельское поселение Веселёвское   |
| 97  | Лужки                       | деревня                 | ↗5        | городское поселение Верея        |
| 98  | Лукьяново                   | деревня                 | ↗6        | сельское поселение Веселёвское   |
| 99  | Любаново                    | деревня                 | ↗220      | сельское поселение Ташировское   |
| 100 | Макаровка                   | деревня                 | ↗33       | сельское поселение Веселёвское   |
| 101 | Малые Горки                 | деревня                 | ↗153      | городское поселение Апрелевка    |
| 102 | Малые Семенычи              | деревня                 | ↗25       | сельское поселение Ташировское   |
| 103 | Мальцево                    | деревня                 | ↗11       | сельское поселение Веселёвское   |
| 104 | Мартемьяново                | деревня                 | ↗264      | городское поселение Апрелевка    |
| 105 | Маурино                     | деревня                 | ↗68       | сельское поселение Ташировское   |
| 106 | Мельниково                  | деревня                 | ↘4        | сельское поселение Атепцевское   |
| 107 | Мерчалово                   | деревня                 | ↗8        | городское поселение Верея        |
| 108 | Митенино                    | деревня                 | ↘10       | сельское поселение Волчёнковское |
| 109 | Митяево                     | деревня                 | ↗32       | городское поселение Верея        |
| 110 | Мишуткино                   | деревня                 | ↗13       | городское поселение Селятино     |
| 111 | Могутово                    | деревня                 | ↗210      | городское поселение Наро-Фоминск |
| 112 | Монаково                    | деревня                 | ↗10       | городское поселение Верея        |
| 113 | Мякишево                    | деревня                 | ↗248      | сельское поселение Ташировское   |
| 114 | Набережная Слобода          | деревня                 | ↗13       | сельское поселение Веселёвское   |
| 115 | Назарьево                   | деревня                 | ↘67       | сельское поселение Волчёнковское |
| 116 | Наро-Фоминск                | город                   | ↗74 493   | городское поселение Наро-Фоминск |
| 117 | Настасьино                  | деревня                 | ↗11       | сельское поселение Ташировское   |
| 118 | Нефедово                    | деревня                 | ↘1        | сельское поселение Атепцевское   |
| 119 | Нечаево                     | деревня                 | →0        | сельское поселение Веселёвское   |
| 120 | Никольское                  | деревня                 | ↗51       | сельское поселение Веселёвское   |
| 121 | Новая                       | деревня                 | →9        | сельское поселение Ташировское   |
| 122 | Новая Ольховка              | посёлок                 | ↘2009     | сельское поселение Атепцевское   |
| 123 | Новинское                   | деревня                 | ↗61       | сельское поселение Ташировское   |
| 124 | Новоалександровка           | деревня                 | ↗25       | сельское поселение Веселёвское   |
| 125 | Новоборисовка               | деревня                 | ↗44       | сельское поселение Веселёвское   |
| 126 | Новоглаголево               | деревня                 | ↗69       | городское поселение Селятино     |
| 127 | Новозыбинка                 | деревня                 | ↗9        | сельское поселение Веселёвское   |
| 128 | Новоникольское              | деревня                 | →10       | сельское поселение Ташировское   |
| 129 | Новоселки                   | деревня                 | ↗4        | сельское поселение Атепцевское   |
| 130 | Новосумино                  | деревня                 | ↗19       | городское поселение Калининец    |
| 131 | Носово                      | деревня                 | ↗15       | сельское поселение Веселёвское   |
| 132 | Обухово                     | деревня                 | ↗11       | сельское поселение Ташировское   |
| 133 | Орешково                    | деревня                 | ↗12       | сельское поселение Волчёнковское |
| 134 | Паново                      | деревня                 | →13       | сельское поселение Веселёвское   |
| 135 | Пафнутовка                  | деревня                 | ↗19       | сельское поселение Волчёнковское |
| 136 | Пашково                     | деревня                 | ↘25       | сельское поселение Ташировское   |
| 137 | Перемешаево                 | деревня                 | ↗8        | сельское поселение Веселёвское   |
| 138 | Першино                     | деревня                 | ↗18       | городское поселение Апрелевка    |
| 139 | Петровское                  | село                    | ↗383      | городское поселение Калининец    |
| 140 | Петровское                  | деревня                 | ↗3        | сельское поселение Веселёвское   |
| 141 | Пионерский                  | посёлок                 | ↘329      | городское поселение Верея        |
| 142 | Плаксино                    | деревня                 | ↗15       | сельское поселение Атепцевское   |
| 143 | Плесенское                  | деревня                 | ↗94       | сельское поселение Ташировское   |
| 144 | Подольное                   | деревня                 | ↗5        | сельское поселение Веселёвское   |
| 145 | Пожитково                   | деревня                 | ↗39       | городское поселение Наро-Фоминск |
| 146 | Покровка                    | деревня                 | →0        | сельское поселение Атепцевское   |
| 147 | Покровка                    | хутор                   | →1        | сельское поселение Ташировское   |
| 148 | Порядино                    | деревня                 | ↘0        | сельское поселение Волчёнковское |
| 149 | Пушкарка                    | деревня                 | ↗13       | городское поселение Верея        |
| 150 | Радчино                     | деревня                 | ↗37       | сельское поселение Ташировское   |
| 151 | Ревякино                    | деревня                 | ↗25       | сельское поселение Волчёнковское |
| 152 | Редькино                    | деревня                 | ↘6        | сельское поселение Ташировское   |
| 153 | Рождествено                 | деревня                 | ↘161      | городское поселение Верея        |
| 154 | Рождество                   | деревня                 | ↘6        | сельское поселение Атепцевское   |
| 155 | Романово                    | деревня                 | ↗4        | сельское поселение Атепцевское   |
| 156 | Роща                        | деревня                 | ↘18       | сельское поселение Волчёнковское |
| 157 | Рубцово                     | деревня                 | ↗20       | сельское поселение Веселёвское   |
| 158 | Рыжково                     | деревня                 | ↘5        | сельское поселение Атепцевское   |
| 159 | Савеловка                   | деревня                 | ↗64       | городское поселение Наро-Фоминск |
| 160 | Самород                     | деревня                 | ↘5        | сельское поселение Волчёнковское |
| 161 | Санники                     | деревня                 | ↗13       | городское поселение Апрелевка    |
| 162 | Свитино                     | деревня                 | ↗25       | городское поселение Селятино     |
| 163 | Секирино                    | деревня                 | ↘3        | сельское поселение Волчёнковское |
| 164 | Селятино                    | посёлок городского типа | ↘14 536   | городское поселение Селятино     |
| 165 | Селятино                    | деревня                 | ↗98       | городское поселение Калининец    |
| 166 | Семенково                   | деревня                 | ↗13       | городское поселение Верея        |
| 167 | Семидворье                  | деревня                 | →1        | сельское поселение Волчёнковское |
| 168 | Серенское                   | деревня                 | ↗32       | сельское поселение Волчёнковское |
| 169 | Симбухово                   | деревня                 | ↗237      | городское поселение Верея        |
| 170 | Скугорово                   | деревня                 | ↗58       | сельское поселение Ташировское   |
| 171 | Слепушкино                  | деревня                 | ↗83       | сельское поселение Ташировское   |
| 172 | Слизнево                    | деревня                 | ↗22       | сельское поселение Атепцевское   |
| 173 | Смолино                     | деревня                 | ↘14       | сельское поселение Волчёнковское |
| 174 | Собакино                    | деревня                 | ↘2        | сельское поселение Атепцевское   |
| 175 | Совхоза «Архангельский»     | посёлок                 | ↗1210     | сельское поселение Волчёнковское |
| 176 | Сотниково                   | деревня                 | ↗48       | сельское поселение Волчёнковское |
| 177 | Софьино                     | деревня                 | ↘1351     | городское поселение Селятино     |
| 178 | Спасс-Косицы                | деревня                 | ↘5        | сельское поселение Волчёнковское |
| 179 | Ступино                     | деревня                 | ↘0        | сельское поселение Волчёнковское |
| 180 | Субботино                   | деревня                 | ↘21       | городское поселение Верея        |
| 181 | Субботино                   | село                    | ↘23       | сельское поселение Веселёвское   |
| 182 | Сумино                      | деревня                 | ↗38       | городское поселение Калининец    |
| 183 | Сырьево                     | деревня                 | ↗28       | городское поселение Селятино     |
| 184 | Тарасково                   | деревня                 | ↗64       | городское поселение Калининец    |
| 185 | Татищево                    | деревня                 | ↘5        | сельское поселение Волчёнковское |
| 186 | Таширово                    | деревня                 | ↗1198     | сельское поселение Ташировское   |
| 187 | Телешово                    | деревня                 | ↘0        | сельское поселение Волчёнковское |
| 188 | Тёрновка                    | деревня                 | ↗191      | городское поселение Наро-Фоминск |
| 189 | Тимонино                    | деревня                 | ↗26       | городское поселение Апрелевка    |
| 190 | Тимофеево                   | деревня                 | ↘9        | сельское поселение Волчёнковское |
| 191 | Тишинка                     | деревня                 | ↗56       | сельское поселение Волчёнковское |
| 192 | Турейка                     | деревня                 | ↗65       | городское поселение Наро-Фоминск |
| 193 | Тютчево                     | деревня                 | ↘30       | городское поселение Верея        |
| 194 | Устье                       | деревня                 | ↘687      | сельское поселение Волчёнковское |
| 195 | Федюнькино                  | деревня                 | →2        | сельское поселение Веселёвское   |
| 196 | Хлопово                     | деревня                 | ↗106      | городское поселение Апрелевка    |
| 197 | Чеблоково                   | деревня                 | ↘5        | сельское поселение Волчёнковское |
| 198 | Чешково                     | деревня                 | ↗10       | сельское поселение Ташировское   |
| 199 | Чичково                     | деревня                 | →1        | сельское поселение Атепцевское   |
| 200 | Шапкино                     | деревня                 | ↗4        | сельское поселение Ташировское   |
| 201 | Шубино                      | деревня                 | ↗22       | сельское поселение Ташировское   |
| 202 | Шустиково                   | деревня                 | ↗454      | сельское поселение Веселёвское   |
| 203 | Щекутино                    | деревня                 | ↗16       | сельское поселение Атепцевское   |
| 204 | Юматово                     | деревня                 | ↗23       | сельское поселение Ташировское   |
| 205 | Юшково                      | деревня                 | ↗64       | городское поселение Калининец    |
| 206 | Ястребово                   | деревня                 | ↗139      | городское поселение Верея        |